# Brian Holland
Brian Holland (Detroit, Michigan, 15 februari 1941) is een Amerikaanse songwriter en producer, vooral bekend van zijn werk als deel van het songwriterstrio Holland-Dozier-Holland, dat onder contract bij Motown stond.
Tijdens zijn periode met Holland-Dozier-Holland schreef hij samen met de andere twee, Lamont Dozier en oudere broer Eddie Holland, hits als Back in My Arms Again en Stop! In the Name of Love voor The Supremes, (Love Is Like a) Heatwave en Jimmy Mack voor Martha & The Vandellas, en Bernadette en Reach Out, I'll Be There voor de Four Tops. Hij schreef ook nummers voor artiesten als The Isley Brothers, Jr. Walker & The All Stars en The Elgins. Als deel van dit team fungeerde Brian Holland vooral als arrangeur en producer. In 1967 verlieten ze Motown na een ruzie over het contract.
Voordat hij deel uitmaakte van Holland-Dozier-Holland vormde hij een team met Robert Bateman, onder de naam Brianbert. Samen met onder anderen Bateman schreef hij de eerste nummer 1-hit voor Motown en de enige voor The Marvelettes: Please Mr. Postman. Later zou dit nummer nog gecoverd worden door onder meer The Beatles.
Holland was zelf ook een artiest. Hij bracht één single uit bij Motown, samen met Lamont Dozier onder de naam Holland-Dozier. Dat was in 1963. Daarna stopte hij als artiest, maar in de jaren zeventig nam hij weer zelf nummers op en scoorde hij kleinere hits op de r&b-lijst, zoals Don't Leave Me Starvin' for Your Love uit 1972.
In 1988 werd Brian Holland ingehuldigd in de Songwriters Hall of Fame en twee jaar later, in 1990, in de Rock and Roll Hall of Fame als lid van Holland-Dozier-Holland.
- Biblioteca Nacional de España: XX882957
- Bibliothèque nationale de France: cb139309336 (data)
- Gemeinsame Normdatei: 134409345
- International Standard Name Identifier: 0000 0000 5949 5643
- Library of Congress Control Number: n95001027
- MusicBrainz: de2dcddf-d398-4a3e-adfc-2f108317d6c4
- Nationale Bibliotheek van Israël: 987007339663705171
- Nederlandse Thesaurus van Auteursnamen: 070585946
- SNAC: w6tt5rgt
- Virtual International Authority File: 49411022
- WorldCat: E39PBJpJdmDm3RTtvcTV6pHt8C